# ももいろクローバーZ 10th Anniversary The Diamond Four -in 桃響導夢-
『ももいろクローバーZ 10th Anniversary The Diamond Four -in 桃響導夢-』（ももいろクローバーゼット テンス アニバーサリー　ザ ダイヤモンド フォー イン とうきょうドーム）は、グループとしては初となる東京ドームで2018年5月22日と23日に開催したライブ。
Blu-ray & DVDとして2日分を全て収録したものが発売されている。定額制動画配信サービスでは、「dTV」が2022年に本ライブ2日目の独占配信を開始した。

## 概要
ももいろクローバーZの結成10周年（2018年5月17日）を記念し、以前のドームツアーでも組み込んでいなかった東京ドームに初進出。グループ初となるベストアルバム『桃も十、番茶も出花』の発売日に合わせて開催した。
メンバーの有安杏果が同年1月に突如卒業し集客が心配されていたが、当初5月23日のみだった公演には応募が殺到し満員札止めとなったため、前日の22日も急遽追加された。
4人体制でのプロジェクト名としてTeam Diamond Four（TDF）を掲げ、1日目は「10年丸わかりDay ～120曲を1日で聴かせます！～」、2日目は「TDFの覚悟」として開催。2日間を通してバックダンサーを一切起用せず、初導入のムービングステージを活用しながら、4人のメンバーが計8万2907人の観客を相手にパフォーマンスを繰り広げた。
リーダーの百田夏菜子は2日目の最後に、「4人になるってわかったとき、本当に真っ暗になっちゃって、正直どうやって進んでいったらいいのかわからなくなってしまいそうな自分がいました」と切り出し「でも、今こうして東京ドームでのライブを迎えて。今なら自信を持って言える気がします。まだ4人でできることはたくさんあるし、やりたいこともたくさんあるし、ももクロだからできること、みんなとだからできることを、ちゃんとやっていきたい」とした上で、以下の様に思いを述べた。
| 「 | ちょっといい人ぶると、みんなが笑顔になる理由が私たちじゃなくてもいいって本気で思うんです。でもちょっとだけ欲を言うと、その理由が私たちだったらいいな、なんて思います。 | 」 |

最後は「お前ら全員付いて来い！」と締めくくり、4人が深々と頭を下げると、会場からは「世界のももクロNo.1」の掛け声が沸き起こった。
なお、約8万人を動員した本公演の数日後には、デパートの屋上でわずか140人の観客を相手にライブを行うなど、駆け出しの頃の“初心”も大切にする活動スタイルは共感を呼んだ。

## 詳細・セットリスト

### Day1：10年丸わかりDay ～120曲を1日で聴かせます！～
10年間の歴史において、グループでは初となるメドレーも披露。曲をフルサイズで聞かせることにこだわりを持ち続けてきたが、今回は10年間の歴史を振り返るためにメドレーを組み込むことを、メンバー自ら提案した経緯がある。
overture
1. Z伝説～ファンファーレは止まらない～
初披露。ライブ映像 - YouTube
2. 吼えろ
3. 仮想ディストピア
4. 笑ー笑 ～シャオイーシャオ！～
5. MCZ 10th Anniversary スペシャルメドレー -PART 1-
6. 『Z』の誓い
新バージョンとして初披露。ライブ映像 - YouTube
7. デモンストレーション
8. Chai Maxx
9. Hanabi
10. MCZ 10th Anniversary スペシャルメドレー -PART 2-
11. キミノアト
12. 走れ！ -Z ver.-
13. BLAST！（アンコール）
14. クローバーとダイヤモンド（アンコール）
初披露。ライブ映像 - YouTube
15. 行くぜっ！怪盗少女 -ZZ ver.-（アンコール）
ライブ映像 - YouTube

ライブのオープニングで流れる「overture」に関しては、ファンが自発的にメンバー名の掛け声（いわゆるMIX）を被せることが慣例になっていたが、4人体制になったことで掛け声のパターンが数ヶ月経過しても揃わない問題が生じていた（以前に6人から5人体制になった際にはファンの規模が小さかったため、常連客を中心にスムーズな移行が可能であった）。
そこで本公演を前にして、一部ファンからの要望に応える形で、運営サイドが掛け声のパターンを公募するというアイドル界としては異例の展開となった。公募の中からメンバー4人が決めた「れに！ かなこ！ しおり（ん）！ あーりん！ い、く、ぜ、ももいろクローバー！」の掛け声が、当日の会場に響きわたった。
会場にちなんで、読売ジャイアンツとのコラボ・ユニフォームを着て歌唱するシーンがあり、後日のプロ野球公式戦で「ももクロナイター」という企画を実施することも発表。

### Day2：TDFの覚悟
2日間のライブタイトルに含まれる桃響導夢（トウキョウドーム）の文言が、新日本プロレスのイベント名に含まれる闘強導夢と酷似していたこともあり、当該団体のヒールユニットであるTEAM 2000がステージに乱入するというハプニングが発生。TEAM 2000代表の蝶野正洋が、ももいろクローバーZの新体制であるTDF（Team Diamond Four）の覚悟を問うために「代表者を出せ」と挑発し、リーダーの百田夏菜子に詰め寄ったシーンも見どころとなった。
overture
1. Z伝説～ファンファーレは止まらない～
2. マホロバケーション
3. BIONIC CHERRY
4. ザ・ゴールデン・ヒストリー
5. ココ☆ナツ
6. DNA狂詩曲
7. 桃色空
8. DECORATION
9. 行くぜっ！怪盗少女 -ZZ ver.-
10. ゴリラパンチ
卒業した有安杏果のメイン曲であったため、封印されていた曲がこの日復活。ファンは復活を事前に知らされず、メインを引き継いだ佐々木彩夏がステージに登場。暫し無言で立ち尽くし何かを見据えた表情に会場はざわつくが、曲が始まった途端に大歓声が沸き起こる。ライブ映像 - YouTube
11. 全力少女
12. 労働讃歌
13. コノウタ
14. 笑一笑 ～シャオイーシャオ！～
15. 吼えろ
ライブ映像 - YouTube
16. 『Z』の誓い
17. 青春賦
18. 今宵、ライブの下で（アンコール）
19. クローバーとダイヤモンド（アンコール）
20. あの空へ向かって（アンコール）

特典映像（DVD & Blu-ray）
- Documentary of “THE DIAMOND FOUR 2018” ももクロ＋10年＝TDF その舞台裏
- ももクロ春の一大事2018 in 東近江市 ～笑顔のチカラ つなげるオモイ～ DAY2 2018.4.22 ※初回限定盤のみ収録

特典CD（DVD & Blu-ray同梱）
- MCZ 10th Anniversary スペシャルメドレー -PART 1-
- MCZ 10th Anniversary スペシャルメドレー -PART 2-

## サポートメンバー
「ダウンタウンももクロバンド」と呼ばれるバンドによる生演奏が行われた。
- 宗本康兵 - 音楽監督・キーボード
- 村石雅行 - ドラムス
- 若森さちこ - パーカッション
- 浜崎賢太 -  ベース
- 西川進 - ギター
- 佐藤大剛 - ギター
- 清水俊也 - キーボード
- 朝倉真司 - パーカッション
- 加藤いづみ - コーラス
- marron - コーラス
- 竹上良成 - サクソフォン
- 小澤篤士 - トランペット
- 榎本裕介 - トロンボーン

## ももクロ春の一大事2018 in 東近江市 〜笑顔のチカラ つなげるオモイ〜
単体の映像作品としてはリリースされていないが、2日目の公演は『ももいろクローバーZ 10th Anniversary The Diamond Four -in 桃響導夢-』Blu-ray/DVDの初回限定盤に、映像特典として収録されている（初回限定盤という名称だが、継続的に販売されている）。

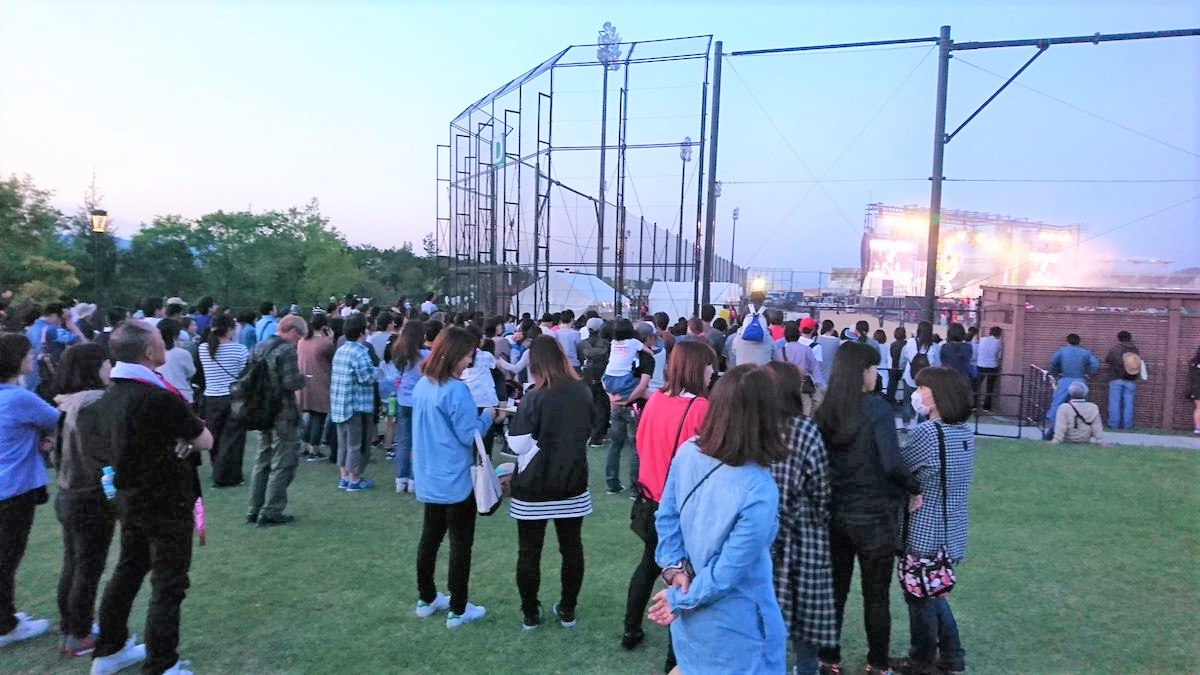
『春の一大事2018』にて無料でのぞき見ができるエリアが設けられ、ライブ鑑賞に集まる東近江市の住民たち

セットリスト
overture
1. 笑ー笑 ～シャオイーシャオ！～
2. CONTRADICTION
3. サラバ、愛しき悲しみたちよ
4. ザ・ゴールデン・ヒストリー
5. Chai Maxx
6. 吼えろ
7. 走れ！ -Z ver.-
8. ピンキージョーンズ
9. 行くぜっ！怪盗少女
10. 青春賦
11. 希望の向こうへ
12. ももクロのニッポン万歳！
13. コノウタ
14. スターダストセレナーデ
15. チントンシャン！
16. BLAST！
17. GET Z, GO!!!!!
18. Link Link
19. 行く春来る春
20. 桃色空
21. DECORATION（アンコール）
22. 勝手に君に（アンコール）
ライブ映像 - YouTube
23. サボテンとリボン（アンコール）
24. 灰とダイヤモンド（アンコール）